# Nave (Fluss)
Die Nave ist ein Fluss in Frankreich, der im Département Pas-de-Calais in der Region Hauts-de-France verläuft. Sie entspringt im Gemeindegebiet von Fontaine-lès-Hermans, entwässert generell in nordöstlicher Richtung und mündet nach rund 22 Kilometern westlich von Mont-Bernanchon als linker Nebenfluss in die Clarence.

## Orte am Fluss
- Nédonchel
- Amettes
- Ames
- Lespesses
- Lières
- Bourecq
- Lillers